# Akito Kawamoto
Akito Kawamoto (jap. 河本 明人 Kawamoto Akito; ur. 1 maja 1990) – japoński piłkarz występujący na pozycji napastnika. Obecnie występuje w Ventforet Kofu.

## Kariera klubowa
Od 2013 roku występował w klubach Ventforet Kofu i Tochigi SC.